# AOX
AOX staat voor Adsorbeerbare Organische Halogeenverbindingen (= X).
Het is dus een groepsparameter (niet één specifieke samenstelling), die alle organische verbindingen met één of meerdere halogenen (Cl−, Br−, I−) omvat en die het vermogen hebben om zich, door middel van adsorptie in zuur milieu (een lage pH), vast te hechten aan actieve kool. Alle aanwezige gebonden halogenen worden verrekend alsof het chlorides waren.

## Principe bepaling AOX in water
Om een lage pH te bekomen, worden de watermonsters aangezuurd met salpeterzuur (HNO3). Ter voorkoming van adsorptie van anorganische halogeniden aan de actieve kool, wordt er ook natriumnitraat (NaNO3)
toegevoegd. De organohalogeenverbindingen adsorberen bij lage pH aan de actieve kool. Vervolgens wordt deze beladen actieve kool gespoeld met natriumnitraat ter verwijdering van restanten anorganisch halogeniden. Na deze wassing wordt de beladen actieve kool verbrand in een zuurstofstroom. Hierbij wordt het gebonden halogeen omgezet tot waterstofhalogenide dat geabsorbeerd wordt door azijnzuur (CH3COOH). Vervolgens worden de halogenide-ionen microcoulometrisch getitreerd. Het resultaat wordt weergegeven als een massaconcentratie van chloride (µg Cl/l).

## Toepassingsgebied
De AOX kan bepaald worden op diverse matrixen: oppervlaktewater, afvalwater, drinkwater enz.
Er dient wel minimaal 10 µg Cl/l aanwezig te zijn, waarbij Cl nu staat voor halogenen, berekend alsof het chloriden waren. Daarnaast kunnen er diverse interferenties zich voordoen:
1. De aanwezigheid van actief chloor (chlooramine, Cl2, ClO−, ClO2−, CLO3−, ClO2). Deze oxiderende stoffen reageren met de actieve kool en andere organische verbindingen en vormen zo organohalogenen. Dit zou een overschatting van de te bepalen component opleveren. Daarom wordt er onmiddellijk bij de staalname natriumsulfiet (Na2SO3) toegevoegd.
2. De aanwezigheid van meer dan 1000 mg Cl/l, waarin Cl hier staat voor anorganische halogenen. Indien de concentratie toch hoger ligt, dient het staal X maal verdund te worden tot deze maximumgrens behaald wordt. Meer verdunnen wordt afgeraden vermits enerzijds de verdunningsfout toeneemt en anderzijds dient de waarde van het blanco-staal X maal afgetrokken te worden. Vooral bij lage concentraties verhoogt de fout bij een onnodige overmatige verdunning drastisch.
3. Hoge DOC-gehaltes (Dissolved Organic Carbon) (> 100m gC/l)zouden ervoor kunnen zorgen dat deze verbindingen eerst aan de actieve kool hechten alvorens de organohalogenen hiervoor de kans hebben. Indien het staal toch een hoger gehalte bevat, wordt het verdund tot het net onder deze grens ligt. Onnodig overmatig verdunnen wordt ook hier om dezelfde redenen best vermeden.
4. Levende cellen: algen, micro-organismen